# Ahrenberg (Rheinhessen)
Der Ahrenberg in Rheinhessen zwischen Nack und Wendelsheim ist eine 292 m ü. NHN hohe Erhebung  im rheinland-pfälzischen Landkreis Alzey-Worms.

## Namensherkunft
Der Name der Lage entstand durch die falsche Schreibung des mittelhochdeutschen Adjektivs „overen/oren“. Die Bezeichnung muss als „Oberberg“ gedeutet werden.

## Geographie

### Lage
Der Ahrenberg ist eine rundliche Erhebung auf dem Nacker Plateau, das sowohl nach Süden und Westen als auch leicht nach Norden hin auf einer Höhe von 283–240 m ü. NHN abfällt. Er liegt größtenteils im nordwestlichen Teil der Gemeinde Nack und zu Teilen südlich der Nachbargemeinde Wendelsheim. Die Erhebung erstreckt sich über zwei Gebirgslandschaften. Zum einen liegt der Ahrenberg im Nordpfälzer Bergland, zum anderen gehört der Ahrenberg dem Rheinhessischen Tafel- und Hügelland an.

### Naturräumliche Zuordnung
Der Ahrenberg gehört innerhalb der naturräumlichen Haupteinheitengruppe Saar-Nahe-Bergland (Nr. 19) in der Haupteinheit Nordpfälzer Bergland (193) und in der Untereinheit Glan-Alsenz-Höhen (193.12–16) zum Naturraum Wiesener Randhöhen (193.15). Unmittelbar östlich benachbart schließt sich die naturräumliche Großregion Oberrheinische Tiefebene (Nr. 20–23) in der Haupteinheit Rheinhessisches Tafel- und Hügelland (227) das Alzeyer Hügelland (227.4) mit dem Naturraum Bolander Randhöhen (227.41) an. Ein kleiner Teil des südöstlichen Teils des Ahrenbergs liegt auf den Bolander Randhöhen, die Grenze beider Naturräume verläuft unmittelbar an der westlichen Siedlungsgrenze von Nack.

### Höhe
Der höchste Punkt des Ahrenberg befindet sich auf einer Höhe von 292 m ü. NHN. Damit gehört der Ahrenberg zu den niedrigsten Erhebungen des Nordpfälzer Berglands. Im unmittelbar angrenzenden Rheinhessischen Tafel- und Hügelland wäre dies jedoch eine relativ übliche Höhe.

## Beschaffenheit
Die Böden der Erhebung bestehen überwiegend aus Andesit Braunerde, einem vulkanischen Gestein mit mittlerem SiO2-gehalt, Verbraunung und Verlehmung, welche aus dem Zeitalter des Perm entstammen. Die Andesit Braunerde ist ein Endprodukt dunkler, vulkanischer Lava des Rotliegend. Es handelt sich um einen flachgründigen, stark steinigen, sandig-tonigen Lehmboden mit geringer Speicherfähigkeit für pflanzenverfügbares Bodenwasser. Der Boden verfügt über ausreichende Durchlüftung, eine gute Nährstoffversorgung sowie gute Erwärmbarkeit und eingeschränkte Wurzeltiefe.
Die bodenbildende Krume besteht überwiegend aus Verwitterungsgestein, im nördlichen Teil ist etwas Lössüberlagerung vorhanden. Der Mutterboden wurde durch wiederholtes Rigolen (Tiefpflügen) und Einbringung von Humus beeinflusst. Durch die mechanische Auflockerung beim Pflügen wird eine deutliche Bodenverbesserung bezüglich Wasser- und Lufthaushalt im Durchwurzelungsbereich der Reben geschaffen.
Im Dreigemeindewald zwischen Nack, Mörsfeld und Wendelsheim gibt es auf der Ahrenberg-Seite mehrere Fundstellen auf Privatgelände, die in den letzten Jahren (2014–2016) Achate in intensiver Färbung lieferten. Die Stücke sind allerdings meist kleiner als 10 cm und besitzen eine Vielzahl von Rissen.

## Schutzgebiete
Nach Westen und Nordwesten grenzt der Ahrenberg an das Naturschutzgebiet Arenberg-Dreigemeindewald, ein 0,65 km² großes Gebiet, das im Jahr 1991 unter Naturschutz gestellt wurde.
Am südlichen Hang des Ahrenbergs, in der Nähe der Wochenendhaussiedlung, befindet sich eine 0,01 ha große Felswand (Gebietsnummer: BT-6213-0150-2009). Diese Felswand steht unter den gesetzlichen Schutzstatus „Biotoptypen der gesetzlich geschützten Biotope“ sowie „Schutz zur Erhaltung von Biotopen bestimmter Arten“. Es handelt sich um den Biotoptyp „sekundärer Silikatfels“, der „spärlich mit Gehölzen bewachsen“ ist. In der Nähe der Felswand befindet sich ein „Halbtrockenrasen“ (Gebietsnummer: BT-6213-0151-2009), der über die gleichen Schutzstatus wie die Felswand verfügt. Der Rasen erstreckt sich auf zwei Flächen verteilt über eine Fläche von 0,73 ha. Es handelt sich um den Biotoptyp „Trespen-Halbtrockenrasen“, einen naturnahen Kalk-Trockenrasen mit Verbuschungsstadien (Festuco-Brometalia).

## Weinlage
Der Ahrenberg verfügt über eine Weinbergslage im nordwestlichen Teil der Gemarkung von Nack und umfasst 95 ha, davon sind 28 ha mit Reben bestockt. Auf der Erhebung befindet sich die gleichnamige Einzellage. Die Einzellage Ahrenberg liegt innerhalb der Großlage Adelberg, die wiederum dem Bereich Bingen angehört, einem Bereich im Weinbaugebiet Rheinhessen. Das rheinhessische Weinanbaugebiet ist mit seinen 26.578 ha Rebfläche das größte Weinanbaugebiet in Deutschland. Die mineralischen Einlagerungen im Boden bringen körper- und extraktreiche Weine hervor. Die Weinlage einigt sich besonders gut für den Anbau von Bacchus, Grauburgunder, Müller-Thurgau und Ortega. Aber auch die roten Sorten Dornfelder, Portugieser und Regent finden hier optimale Bedingungen.

## Wochenendgebiet
Am südwestlichen Hang des Ahrenbergs befindet sich das Nacker Wochenendgebiet.

## Trivia
Namensgeber innerhalb der Gemarkung Nack
- Einzellage Ahrenberg[14]
- Fluruntereinheiten Ahrenberg und Am Ahrenberg innerhalb des Hauptflures Auf dem Berg[1]
- Straße Zum Ahrenberg[19]

Weitere Besonderheiten
- Am 2. Juni 2010 erfolgte in Nack die Einweihung eines Hinweisschildes zur Weinbergslage des „Nacker Ahrenbergs“, in der Nähe des Sportplatzes und der Straße Am Wingertsberg.[20]